# Край
Край (від слов'янського краяти — різати) — країна, область, земля (land), місцевість або адміністративно-територіальна одиниця. Територіальна одиниця в Чехії (але їх ще називають «регіонами»), Словаччині (їх ще називають «областями») і Латвії (їх ще називають «муніципалітетами»).
Поняття «край» може використовуватися до великої географічної або історичної області — (Цілинний край, Уссурійський край і ін.) або історична (Козацький край або Черкащина, як частина Середньої Наддніпрянщини).
У вузькому сенсі краєм називається будь-яка місцевість, навіть незначна за розмірами, що тяжіє до якого-небудь географічного об'єкта (міста, річки тощо), наприклад, рідний край, сусідній край, теплі краї.